# Анастас Попхинов
Анастас Попхинов (Анастас Христов Попов) е български националреволюционер.

## Биография
Атанас Попхинов е роден през 1826 г. в Плевен. Неговият баща е поп Христо, свещеник в града. Съгражданите дружески го наричат поп Хино. Учи в Рилския метох в Плевен и Тетевенския манастир. Захваща се с търговия и има личен печат. Подпомога училището и читалището в Плевен.
Включва се дейно в създадената от Васил Левски Вътрешната революционна организация (ВРО). Член е на Плевенския частен революционен комитет. Попада под влиянието на Димитър Общи. Влиза в остро противоречие и недоволство срещу Васил Левски и си позволява да отваря и чете писмата му, изпращани до неговия брат Данаил Попов, който е най-близкият и доверен човек на Левски. По тази причина Апостола с огорчение го споменава в писмата си и му отправя укорните думи:
„…Не си народен: виждаш злото народно и не го казваш, а чакаш го да стане по-голямо и да убие народа.“
Неговият по-малък брат Данаил Попов живее и развива търговия в Букурещ. Той е един от най-надеждните и предани сътрудници на Апостола.
След Арабаконашкия обир Анастас Попхинов е арестуван. Пред Софийската следствена комисия разкрива подробности от дейността на ВРО и Васил Левски. Осъден на вечно заточение в Диарбекир. Освободен е след подписването на Санстефанския мирен договор и се завръща в Плевен.
След Освобождението от османско владичество е заместник-председател на градския съвет в Плевен и директор на затворите (1878 – 1890).